# My Fairy King
A My Fairy King a negyedik dal a brit Queen együttes 1973-as bemutatkozó albumáról, a Queenről. A szerzője Freddie Mercury énekes volt.
Ez volt a felvételek során az első dal, amelyen Mercury zongorán játszott (a Doing All Rightban Brian May zongorázott). Több helyen rétegezett vokálokat alkalmaztak, és Roger Taylor is igen magas hangokon énekelt helyenként – ebből a szempontból sokan a későbbi Bohemian Rhapsody egyik zenei elődjét látják a műben.
A szövege illeszkedik a Mercury által az 1970-es évek elején kitalált fantáziavilágba. Az „And their dogs outran our fallow deer / And honey-bees had lost their stings / And horses were born with eagles' wings” sora szó szerinti idézés Robert Browning angol viktoriánus kori költő A hamelni patkányfogó című költeményéből.
A stúdiómunkák alatt íródott, mikor Mercury még a Freddie Bulsara nevet viselte. Mivel a dalszöveg utalást tesz egy bizonyos mother Mercuryre, feltételezések szerint Mercurynak már ekkoriban eszébe ötlött a névváltoztatás, mások szerint kifejezetten a dal hatására változtatta meg a nevét. Brian May később azt állította, hogy Mercury azt mondta neki, a saját anyjáról írt a dalban.
A teljes dalt soha nem adták elő élőben, de az 1984-1985-ös The Works turnén néhány alkalommal Mercury a Killer Queen bevezetőjeként lejátszott néhány részletet a dal zongora bevezetőjéből.
1973. február 5-én a BBC rádió stúdiójában felvettek egy az eredeti albumverzióhoz nagyon hasonló verziót, amely 1989-ben az At the Beeb válogatásalbumon jelent meg.

## Közreműködők
- Ének: Freddie Mercury
- Háttérvokál: Freddie Mercury, Roger Taylor

Hangszerek:
- Freddie Mercury: Bechstein zongora
- Brian May: Red Special, Hairfred akusztikus gitár
- John Deacon: Fender Precision Bass
- Roger Taylor: Ludwig dobfelszerelés